# Enrique Fuentes Quintana
Enrique Fuentes Quintana (Carrión de los Condes, 13 de dezembro de 1924 — Madri, 6 de junho de 2007) foi um dos economistas espanhóis da segunda metade do século XX que teve maior influência acadêmica e social.
Faleceu aos 82 anos, em 2007, vítima do Mal de Alzheimer.